# Ludwig Ortiz
Ludwig Manuel Ortiz Flores (23 de febrero de 1976) es un deportista venezolano que compitió en judo. Ganó tres medallas en los Juegos Panamericanos entre los años 1999 y 2007, y siete medallas en el Campeonato Panamericano de Judo entre los años 1998 y 2008.

## Palmarés internacional
| Juegos Panamericanos    | Juegos Panamericanos            | Juegos Panamericanos | Juegos Panamericanos |
| Año                     | Lugar                           | Medalla              | Categoría            |
| ----------------------- | ------------------------------- | -------------------- | -------------------- |
| 1999                    | Winnipeg (Canadá)               | Medalla de plata     | –66 kg               |
| 2003                    | Santo Domingo (Rep. Dominicana) | Medalla de plata     | –66 kg               |
| 2007                    | Río de Janeiro (Brasil)         | Medalla de bronce    | –66 kg               |
| Campeonato Panamericano |                                 |                      |                      |
| Año                     | Lugar                           | Medalla              | Categoría            |
| 1998                    | Santo Domingo (Rep. Dominicana) | Medalla de bronce    | –66 kg               |
| 1999                    | Montevideo (Uruguay)            | Medalla de bronce    | –66 kg               |
| 2000                    | Orlando (Estados Unidos)        | Medalla de oro       | –66 kg               |
| 2003                    | Salvador (Brasil)               | Medalla de bronce    | –66 kg               |
| 2006                    | Buenos Aires (Argentina)        | Medalla de bronce    | –66 kg               |
| 2007                    | Montreal (Canadá)               | Medalla de bronce    | –66 kg               |
| 2008                    | Miami (Estados Unidos)          | Medalla de plata     | –73 kg               |